# Othón Cuevas Córdova
Othón Cuevas Córdova (2 de julio de 1965 - 28 de diciembre de 2020) fue un político mexicano, que empezó como afiliado al Partido de la Revolución Democrática y tiempo después se cambió al Partido Movimiento de Regeneración Nacional (MORENA). 

## Biografía
Se recibió como Licenciado en Filosofía y Teología por la Universidad del Valle de Atemajac en 1998. A partir de 2014 se desempeñó como diputado de la LX Legislatura del Congreso Mexicano en representación de Oaxaca.
Falleció el 28 de diciembre de 2020 a los cincuenta y cinco años por complicaciones derivadas de la COVID-19. Su madre había fallecido días antes por la misma enfermedad.